# Al doilea Asediu al Vienei
Al doilea asediu al Vienei a avut loc între 17 iulie și 12 septembrie 1683. În anul 1529 a existat deja o situație asemănătoare în războiul turco-austriac. În primul asediu apărarea austriacă a reușit să respingă masivul atac turcesc (100.000 până la 150.000 de soldați), având și puțin noroc în această izbândă neașteptată. Al doilea asediu otoman a avut loc cu o armată și mai numeroasă (200.000 de soldați), care au iernat la Edirne (Adrianopol) (1682). Cucerirea Vienei a fost considerată de otomani un scop în sine.

## Importanța strategică a Vienei
- orașul este situat la intersecția drumurilor comerciale de la Dunăre și drumul Chihlimbarului.
- datorită regiunii de șes (câmpie) a Ungariei, regatul ungar fiind greu de apărat.
- datorită Dunării, nordul imperiului era greu de apărat din punct de vedere militar.
- transportul artileriei grele și aprovizionarea armatei, pe Dunăre, era mult ușurată.
- Passau și Salzburg erau considerate un simbol al creștinătății apusene.
- prin așezarea Vienei între Munții Carpați și Munții Alpi s-ar fi deschis poarta Europei de vest.

## Descrierea atacului
- 3 mai: armata turcească (200.000 de soldați cu 300 de tunuri) ajunge la Belgrad.

Sultanul Mehmed al IV-lea îi încredințează marelui vizir Kara Mustafa comanda oștii turcești. Mai târziu, armatei otomane i se alătură și țările vasale turcilor, ca Țara Românească sub Șerban Cantacuzino. Când ajung la Székesfehérvár (Stuhlweißenburg) descoperă intenția turcească de a ataca Viena.
- 7 iulie: avangarda tătară ajunge de la Raab Ungaria la Petronell, 40 km de Viena. Hoarda tătară se cifrează la circa 40.000 de călăreți ceea ce reprezenta dublul apărătorilor din jurul Vienei. După năvălirea tătară, împăratul Leopold I se refugiază cu familia sa la Linz, în același timp circa 50.000 de locuitori părăsesc Viena.

Graf (grof) Ernst Rüdiger von Starhemberg preia conducerea apărării orașului.
- 15 iulie: la o zi după sosirea armatei otomane Rüdiger refuză să capituleze, sperând cu numai 11.000 de soldați și 5.000 de locuitori și voluntari să reziste atacului turcesc, până la sosirea ajutorului din afară.
- 15 august: Regele Jan III Sobieski pornește din Cracovia în direcția Vienei în fruntea unei oaste poloneze.
- august: Carol al V-lea de Lorena îl învinge pe Imre Thököly la Bisamberg, situat la nord de Viena.
- 3 septembrie: oastea otomană ocupă Burgravelin și la 4 septembrie reușesc să facă o breșă de 10 m lățime în turnul de apărare. La 6 septembrie Löwelbastei (bastionul Leului) avea o breșă de 12 m lățime.
- 6-7 septembrie trupele de eliberare a Vienei traversează Dunărea, trupele poloneze unindu-se la Tulin (30 km de Viena) cu cele bavareze, săsești și franco-șvăbești, mai târziu și cu trupe din Veneția.
- 12 septembrie: trupele de eliberare ale Ligii Sfinte însumează 70.000 de luptători. Sub conducerea regelui polonez Jan Sobieski înfrâng oastea otomană cu tactica husarilor polonezi care astfel obținuseră deja victorii împotriva tătarilor. Bătălia a avut loc la Kahlenberg. Kara Mustafa, nu se poate hotărî să continue asediul (lasă 5.000 de mineri să continue munca subterană de subminare a zidului de apărare) sau să pornească atacul împotriva trupei de eliberare a orașului. Datorită atacului hotărâtor a "Ligii creștine" turcii se retrag în dezordine, căutând să-și refacă rândurile la Györ în Ungaria.
- 25 decembrie: armata otomană se află în Belgrad. Kara Mustafa este strangulat cu funia de mătase (cu aceasta erau strangulate numai persoane importante ca de exemplu fii sultanului), din cauza înfrângerii suferite cu toate că a dispus de o forță militară de trei ori mai mare ca a învingătorilor din apus. Sultanul va primi capul tăiat al marelui vizir pe o tavă de argint.

## Memoria colectivă
În semn de recunoștință pentru victoria de la Viena, Biserica Catolică a introdus sărbătoarea Sfântul Nume al Mariei pe 12 septembrie.